# Tele Sena
 (mai 2021).
Tele Sena est une obligation de capitalisation à paiement unique (PU), lancée en novembre 1991 par Liderança Capitalização S/A, au Brésil.
Le consommateur achète le produit dans les magasins de loterie ou les bureaux de poste ainsi qu'à Lojas do Baú pour 10,00 R $ et après un an, il peut échanger 50% du montant payé, avec intérêts et correction monétaire, ou compléter un peu plus et échanger Tele Sena en vigueur. Actuellement, pendant la durée du titre, le consommateur participe à six formes de prix.

## Controverses
Le 19 août 1994, la  SUSEP, qui réglemente le bingo télévisé, a déclaré qu'elle n'avait constaté aucune irrégularité dans Papa-Tudo et Tele Sena. Pourtant, en 1992, un recours collectif a été déposé en mai 1992 par l'ancien député d'État José Carlos Tonin, PMDB - SP,